# Bradford (hrabstwo Orange)
Bradford – jednostka osadnicza w Stanach Zjednoczonych, w stanie Vermont, w hrabstwie Orange.